# فروز (ملایر)
فروز روستایی از توابع بخش مرکزی شهرستان ملایر در استان همدان ایران است.

 فروز ۴۵۶ نفر جمعیت دارد.